# Macintosh Centris
A Macintosh Centris asztali személyi számítógépeket az Apple Computer tervezte, gyártotta és értékesítette 1992-ben és 1993-ban. Csak három számítógép viselte a Centris nevet: a Macintosh IIsi-t váltó Macintosh Centris 610 és Centris 650, illetve a Centris 660AV.

## Története
1992-ben az LC-sorozat volt az kedvezőbb árú termékvonal, a Performák továbbra is többnyire csak újracímkézett LC-k és Classic II-ek voltak. A magas teljesítményt kínáló Macintosh II termékcsalád helyett az Apple a Motorola 68040-es processzorú Quadrákat ajánlotta. A kedvezőbb árú és a magas teljesítményt kínáló gépek közti résbe szánta az Apple a Centrist. A Centrisbe is 68040-es processzor került, de lassabb órajellel és lassabb rendszerbusszal. A Centrisekbe kevesebb RAM fért, mint a Quadra 800-ba.
Az Apple már a Macintosh IIvx-et is a Centris vonal részének tekintette. Az IIvx-et 1992. októberében mutatták be, de az Apple ügyvédei nem tudták időben elvégezni a „Centris” név védjegy bejegyzését az IIvx megjelenéséig.
A Macintosh Centris 610-et 1993. februárjában, Japánban jelentette be az Apple. A 80 MB–230 MB merevlemezzel, 4 MB–8 MB RAM-mal és 512 kB–1 MB video RAM-mal szerelt Macintosh-on az System 7.1 operációs rendszer futott, az alapgép ára 1889 dollár volt. Az Apple egyik legrövidebb ideig forgalomban levő gépe – 64 nap – az 1993 júliusában bemutatott Centris 660AV volt, ezért az Apple–gyűjtők egyik vágyott tárgya. A fejlesztés során Tempest kódnevet viselő gép 8 MB RAM-mal és 230 MB merevlemezzel került forgalomba A Centris 660AV egy AT&T 3210 digitális jelfeldolgozó processzort (DSP) is tartalmazott. Az Apple többi "AV" jelzésű számítógépéhez hasonlóan támogatta a videó bemenetet és kimenetet egyaránt. A harmadikként és utolsóként, 1994 márciusában bemutatott Centris 650 alapgép – 80 MB merevlemez, 4 MB RAM, 512 kB video RAM – ára 2669 dollár volt.
A Centris „pizzadoboz“ házba került, a felhasználók erre tették a különálló kijelzőt, monitort. A Centris 610 háza lett az alapja az Apple Workgroup Server 60 számítógépnek és a később bemutatott Power Macintosh 6100 számítógépekhez is használták.
A Centris név megszűnését 1993 szeptemberében jelentették be, és a következő hónapban a 610, 650 és 660AV mindegyikét Macintosh Quadra gépekre keresztelték át. A Quadrává lett Centrisek számára az Apple 1994 januárjában 66 MHz-es PowerPC 601 processzor frissítő kártyát kínált.

## Vélemények
„Amint azt a Centris és Quadra nevek jelzik, az Apple a meglévő modellekre építette az AV-gépeket, így a belső részben ismerős. Mindegyik 68040-et használ (a Centris 660AV 25 megahertzen, a Quadra 840AV 40 megahertzen), és mindkettő ugyanazokkal a bővítési lehetőségekkel rendelkezik, mint elődeik, a Centris 610 és Quadra 800 – egy PDS, egy hét hüvelykes NuBus a 660AV-ben és három NuBus foglalat a 840AV-ban. Mindkét gépben egy megabájt VRAM-ot forrasztottak az alaplapra, ami elegendő akár 16 bit-en 32 000 szín) megjelenítésére a 16 hüvelykes kijelzőkön. A 840AV további egy megabájt VRAM fogadására képes, így a 16 hüvelykes kijelzőn 24 bites színábrázolásra képes.
Bár ők az elsők az AV sorozatban, a Centris 660AV és a Quadra 840AV nem csak elszigetelt példái a menő technológiának. Az Apple alapvető technológiáknak tekinti ezekben a gépekben az audiovizuális technológiát – a telefont, a videót és a beszédet –, és megígérte, hogy ezeket a legtöbb asztali termékcsaládban elérhetővé teszi. Minden bizonnyal a jövő Centris-szintű – és magasabb szintű – Mac-ei audiovizuális képességekkel is bírnak majd, és ezek a technológiák a jövő évben megjelenő PowerPC Mac-ekre is átkerülnek.”

– Russel Ito, MacUser

„A Mac termékcsalád immár Quadra, Performa, LC és PowerBookból áll. Az Apple lemondott a Centris névről, az LC termékcsalád csak az oktatási piac számára lesz elérhető, az Egyesült Államokban pedig fokozatosan kivonják a Classic gépeket. Az Apple a Quadrával és a PowerBookkal az üzleti felhasználókat, a Performákkal pedig a hazai piacot célozza meg. ... Lehet, hogy a Centris nevet megölték, de a gépek Quadra 610, Quadra 650 és 660AV néven éltek tovább. A névváltoztatás után mindhárom modell sebességfokozót, a 610-es FPU-t is kapott.”

– Maggie Canon, MacUser

## Technikai leírás

### Centris 610
A bézs színű gép súlya 6,4 kg, magassága 86 mm, szélessége 414 mm és mélysége 396 mm volt. A Centris 610 számítógépet egymagos 20 MHz-es Motorola 68LC040 processzor vezérelte (L2 cache: 8kB),  A gép bemutatásakor az alapkiépítésben 4MB (80ns) memóriát tartalmazott, maximálisan 68MB (80ns) kezelésére volt képes a gyári specifikáció szerint, a bővítéshez 2 hely (slot) állt rendelkezésre. A számítógépnek nem volt saját kijelzője. Az adatokat a 80MB belső merevlemezre lehetett elmenteni. Külső adattárolási lehetőséget az 1,44-es hajlékonylemez meghajtó (floppy-drive) kínált. Adatok beolvasását tette lehetővé a kétszeres sebességű CD-olvasó. A gépet System 7.1 operációs rendszerrel szállította az Apple.  Csatlakozók: egy AAUI-15, két ADB, két soros port, egy DB-25 SCSI-hoz, kijelzőhöz egy DB-15, egy 3,5 mm-es jack audió bemenet, egy 3,5 mm-es jack audió kimenet. Egy NuBus vagy PDS eszköz beépítéséhez alakítottak ki helyet.

### Centris 650
A bézs színű gép súlya 11,3 kg, magassága 152 mm, szélessége 330 mm és mélysége 419 mm volt. A Centris 650 számítógépet egymagos 25 MHz-es Motorola 68040 processzor vezérelte (L2 cache: 8kB),  A teljesítményt integrált FPU co-processzor növelte. A gép bemutatásakor az alapkiépítésben 4MB (80ns) memóriát tartalmazott, maximálisan 132MB (80ns) kezelésére volt képes a gyári specifikáció szerint, a bővítéshez 4 hely (slot) állt rendelkezésre. A számítógépnek nem volt saját kijelzője. Az adatokat a 80MB belső merevlemezre lehetett elmenteni. Külső adattárolási lehetőséget az 1,44-es hajlékonylemez meghajtó (floppy-drive) kínált. Adatok beolvasását tette lehetővé a kétszeres sebességű CD-olvasó. A gépet System 7.1 operációs rendszerrel szállította az Apple.  Csatlakozók: egy AAUI-15, egy ADB, két soros port, egy DB-25 SCSI-hoz, kijelzőhöz egy DB-15, egy 3,5 mm-es jack audió bemenet, egy 3,5 mm-es jack audió kimenet. 3xNuBus, Egy PDS eszköz beépítéséhez alakítottak ki helyet. 

### Centris 660AV
A bézs színű gép súlya 6,4 kg, magassága 860 mm, szélessége 414 mm és mélysége 396 mm volt. A Centris 660AV számítógépet egymagos 25 MHz-es Motorola 68040 processzor vezérelte (L2 cache: 8kB),  A teljesítményt AT&T 3210 co-processzor növelte. A gép bemutatásakor az alapkiépítésben 4MB (80ns) memóriát tartalmazott, maximálisan 68MB (80ns) kezelésére volt képes a gyári specifikáció szerint, a bővítéshez 2 hely (slot) állt rendelkezésre. A számítógépnek nem volt saját kijelzője. Az adatokat a 80MB belső merevlemezre lehetett elmenteni. Külső adattárolási lehetőséget az 1,44-es hajlékonylemez meghajtó (floppy-drive) kínált. Adatok beolvasását tette lehetővé a kétszeres sebességű CD-olvasó. A gépet Mac OS 8.1 operációs rendszerrel szállította az Apple.  Csatlakozók: egy AAUI-15, egy ADB, két soros port, egy DB-25 SCSI-hoz, kijelzőhöz egy DB-15, egy 3,5 mm-es jack audió bemenet, egy 3,5 mm-es jack audió kimenet. Egy NuBus eszköz beépítéséhez alakítottak ki helyet.

## A Centris számítógépek adatai
A táblázat nem tartalmazza az összes műszaki paramétert. Az egyes modelleknél a bemutatáskor érvényes adatokat soroljuk fel, a későbbi frissítéseket nem. Az eszköz technikai paraméterei a MacTracker alkalmazásból származnak.
| Gép nevebemutatva kivezetve               | Méretmagasság szélesség mélység súlySzín | Processzorprocesszor órajel, mag L1 és L2 cache társprocesszor | Háttértármerevlemezkülső adathordozó | Eredeti operációs rendszer | Memóriaalap max. @sebességhely | Kijelzőmérete felbontása | Grafikakártyamemória kimenet | CsatlakozókEthernet, ADB, soros, SCSI, párhuzamos, FDD, kijelző, hang be/ki, belső mikrofon, hangszóró                                             | Bővíthetőségkártyahelybelső öbölkülső csatlakozó |
| ----------------------------------------- | ---------------------------------------- | -------------------------------------------------------------- | ------------------------------------ | -------------------------- | ------------------------------ | ------------------------ | ---------------------------- | --- | ------------------------------------------------ |
| Centris 6101993. febr. 10. 1993. okt. 21. | 86 mm 414 mm 396 mm 6,4 kg bézs          | Motorola 68LC040 @20 MHz és 1 mag L1 8kB,                      | 80MB HDD 2xCD-ROM 1,44 floppy        | System 7.1                 | 4MB max: 68MB @80ns2 hely      | nincs kijelző            | 512kB 1 DB–15                | * AAUI-15 (Ethernet) * 2 ADB * 2 soros * 1 D–25 (SCSI) * 1 DB-15 (külső monitor) * 1 3,5 jack audió be * 1 3,5 jack audió ki * beépített hangszóró | * 1 NuBus vagy PDS* SCSI (külső)                 |
| Centris 6501994. márc. 14. 1995. máj. 15. | 152 mm 330 mm 419 mm 11,3 kg bézs        | Motorola 68040 @25 MHz és 1 mag L1 8kB, integrált FPU          | 80MB HDD 2xCD-ROM 1,44 floppy        | System 7.1                 | 4MB max: 132MB @80ns4 hely     | nincs kijelző            | 1MB 1 DB–15                  | * AAUI-15 (Ethernet) * 1 ADB * 2 soros * 1 D–25 (SCSI) * 1 DB-15 (külső monitor) * 1 3,5 jack audió be * 1 3,5 jack audió ki * beépített hangszóró | * 3 NuBus * 1 PDS* SCSI (külső)                  |
| Centris 660AV1993. júl. 29. 1993. okt. 1. | 860 mm 414 mm 396 mm 6,4 kg bézs         | Motorola 68040 @25 MHz és 1 mag L1 8kB, AT&T 3210              | 80MB HDD 2xCD-ROM 1,44 floppy        | Mac OS 8.1                 | 4MB max: 68MB @80ns2 hely      | nincs kijelző            | 1MB 1 DB–15                  | * AAUI-15 (Ethernet) * 1 ADB * 2 soros * 1 D–25 (SCSI) * 1 DB-15 (külső monitor) * 1 3,5 jack audió be * 1 3,5 jack audió ki * beépített hangszóró | * 1 NuBus* SCSI (külső)                          |

## Macintosh Centris és Quadra számítógépek az időben
| A Macintosh Quadra számítógépek idővonalon |
| --- |
| A színek kezdete a bemutató időpontja, a forgalmazás több esetben is hónapokkal később kezdődött. Megeshet, hogy egy csík végét kitakarja egy másik csík eleje. Előfordul, hogy a gyártás befejezését követően még egy ideig forgalomban marad a gép adott verziója. |